# ミラベッラ・インバッカリ
ミラベッラ・インバッカリ（イタリア語: Mirabella Imbaccari）は、イタリア共和国シチリア州カターニア県にある、人口約4,700人の基礎自治体（コムーネ）。

## 地理

### 位置・広がり

#### 隣接コムーネ
隣接するコムーネは以下の通り。括弧内のENはエンナ県所属を示す。
- カルタジローネ
- ピアッツァ・アルメリーナ (EN)